# Cheng Xunzhao
Cheng Xunzhao (chiń. 程训钊; ur. 9 lutego 1991) – chiński judoka. Brązowy medalista olimpijski z Río de Janeiro 2016, w wadze średniej.
Uczestnik mistrzostw świata w 2014 i 2015. Startował w Pucharze Świata w 2010, 2011, 2015, 2016, 2019. Zajął siódme miejsce na igrzyskach azjatyckich w 2014. Wicemistrz igrzysk Azji Wschodniej w 2013. Triumfator mistrzostw Azji Wschodniej w 2012. Brązowy medalista mistrzostw Azji w 2016 roku.

## Letnie Igrzyska Olimpijskie 2016
| Konkurencja | Eliminacje            | Eliminacje             | Eliminacje           | Finały              | Finały                               | Klas. końcowa |
| Konkurencja | Przeciwnik I          | Przeciwnik II          | Przeciwnik III       | Półfinał            | o 3. miejsce                         | Miejsce       |
| ----------- | --------------------- | ---------------------- | -------------------- | ------------------- | ------------------------------------ | ------------- |
| 90 kg       | Ilias Iliadis (GRE) Z | Krisztián Tóth (HUN) Z | Marcus Nyman (SWE) Z | Mashu Baker (JPN) P | Lchagwasürengijn Otgonbaatar (MGL) Z | 3.            |